# 5777 Hanaki
5777 Hanaki este un asteroid din centura principală de asteroizi.

## Descriere
5777 Hanaki este un asteroid din centura principală de asteroizi. A fost descoperit pe 3 decembrie 1989 la Kani de Yoshikane Mizuno și Toshimasa Furuta. El prezintă o orbită caracterizată de o semiaxă mare de 2,56 ua, o excentricitate de 0,21 și o înclinație de 8,7° în raport cu ecliptica.